# Bogalusa
Bogalusa är en stad i Washington Parish i Louisiana i södra USA.
Staden har en yta som uppgår till 24,7 km² och en befolkning på 13 365 invånare (2000). Den är belägen cirka 75 km nordost om delstatens huvudstad Baton Rouge och omedelbart väster om gränsen till delstaten Mississippi.
Bogalusas ekonomi är mycket hårt knuten till sågverks- och pappersmasseindustri. Det anses att sågverket i staden är det största gran-sågverket i världen.
Under de färgades medborgarrätsrörelse under 1960-talet förekom konflikter och strider mellan svarta och vita i Bogalusa.